# Castello di Villa Castelli
Il castello di Villa Castelli è una costruzione a metà tra una fortezza e un palazzo gentilizio. Quello che si può osservare oggi è il risultato di una serie di modifiche che si sono susseguite già dal XIV secolo.

## Storia
Il castello domina dall'alto dell'ultimo colle delle Murge la pianura salentina. Sono ancora visibili caratteristiche di età medievale e rinascimentale. Si tratta di una residenza castellana in tufo è stata più volte rimaneggiata. Ha conservato sino alla fine del XVIII secolo le merlature ed i cannoni, successivamente rimossi. La più antica torre di età medievale è attribuibile al processo di fortificazione del feudo di Oria, promosso dalla famiglia Dell'Antoglietta (allora de' Nantoil) dal 1307. La torre fu ristrutturata, ampliata ed adibita a fortificazione nel 1450 dal principe Giovanni Antonio Orsini Del Balzo. Passò quindi al marchese di Oria Giovanni Bernardino Bonifacio, nel XV secolo. Nel XVIII secolo la famiglia Imperiali acquistò la fortificazione, caduta in stato di abbandono, trasformandola in residenza estiva e impiantando un allevamento di cavalli di razza murgese. Con il passaggio alla famiglia Ungaro la fortificazione fu adibita a palazzo ducale. In seguito il castello venne affidato al castellano Antonio d'Arco.. 

### Stato attuale
Nel corso del Novecento l'edificio è stato adibito a caserma ed a scuola. Parzialmente ristrutturato è oggi sede del municipio, della galleria d'arte comunale e del museo archeologico municipale. Una piccola porzione della struttura è di proprietà privata, mentre la parrocchia detiene un'ala del castello in fase di restauro.  La facciata meridionale conserva, totalmente inglobato nel complesso architettonico, l'antico mastio, oggi Sala del Consiglio.

## Esterno
Il castello è costituito da due piani asimmetricamente distribuiti, che ostentano un evidente eclettismo. È circondato a sud e a est da una profonda gravina che ne accentua il carattere difensivo; nel pianterreno è riconoscibile la struttura originaria e l'aspetto interno del fortilizio sino al XIX secolo.
La facciata settentrionale è stata più volte rimaneggiata, la fila delle finestre del primo piano, finemente decorate, produce il necessario contrasto luminoso sulle pesanti masse murarie. Il primo piano, gentilizio, ha le facciate dalle superfici rigidamente verticali, alleggerite dalle finestre.

## Interno
L'androne è dotato volte a botte. Lo scalone, porta al ballatoio dal piano superiore, dove si affacciano finestre e porte ornate con cornici realizzate nel XX secolo in stile rinascimentale. In quasi tutto il primo piano le pareti ospitano quadri d'arte contemporanea tra cui numerose opere del maestro Cesarea. Da segnalare tele in stile impressionista e colorista raffiguranti i paesaggi rurali del territorio e numerosi trulli.

## Scuderie
Nel 1822 parte delle scuderie fu utilizzata per la realizzazione di una cappella, dedicata al Santissimo Crocifisso. Nel 1830 la chiesa venne elevata a parrocchia e consacrata dal vescovo di Oria.

## Cultura
- La Sala del Consiglio Comunale è anche sede delle principali iniziative culturali del territorio (I Piano)
- Pinacoteca d'arte contemporanea, si tratta prevalentemente di opere dei pittori Giacomo Cesarea e Neglia (I Piano)
- Reperti archeologici rinvenuti in località Monte Scotano (I piano).
- Mostra archeologica permanente ospitante i reperti rinvenuti nei siti di Pezza Petrosa e Pezza Monache (Piano terra).

## Galleria d'immagini

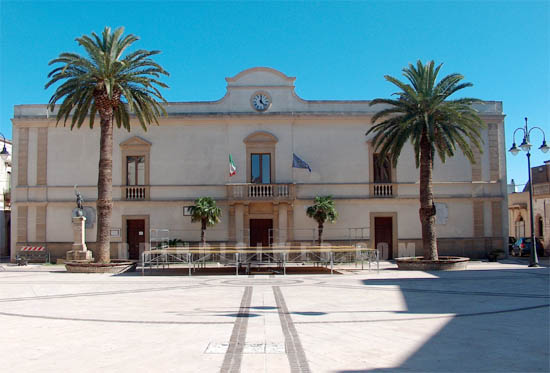
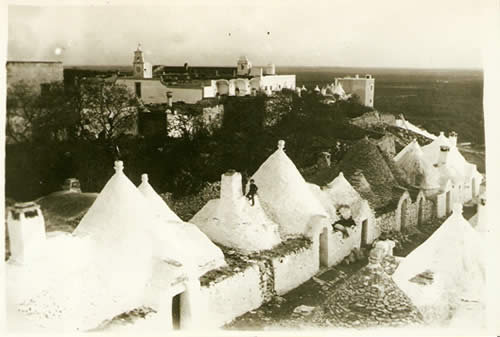
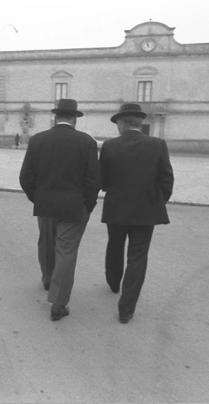